# Orthogonis nitididorsalis
Orthogonis nitididorsalis là một loài ruồi trong họ Asilidae. Orthogonis nitididorsalis được Tagawa miêu tả năm 2006. Loài này phân bố ở vùng Cổ Bắc giới và châu Á.